# Пенканіно (Славенський повіт)
Пенканіно (пол. Pękanino) — село в Польщі, у гміні Малехово Славенського повіту Західнопоморського воєводства.
Населення — 436 осіб (2011).
У 1975—1998 роках село належало до Кошалінського воєводства.

## Демографія
Демографічна структура станом на 31 березня 2011 року:
|          | Загалом | Допрацездатний вік | Працездатний вік | Постпрацездатний вік |
| -------- | ------- | ------------------ | ---------------- | -------------------- |
| Чоловіки | 223     | 53                 | 151              | 19                   |
| Жінки    | 213     | 40                 | 137              | 36                   |
| Разом    | 436     | 93                 | 288              | 55                   |